# Orthoxiphus comoranus
Orthoxiphus comoranus är en insektsart som beskrevs av Lucien Chopard 1958. Orthoxiphus comoranus ingår i släktet Orthoxiphus och familjen syrsor. Inga underarter finns listade i Catalogue of Life.